# Station terrienne de télécommunications spatiales de Lessive

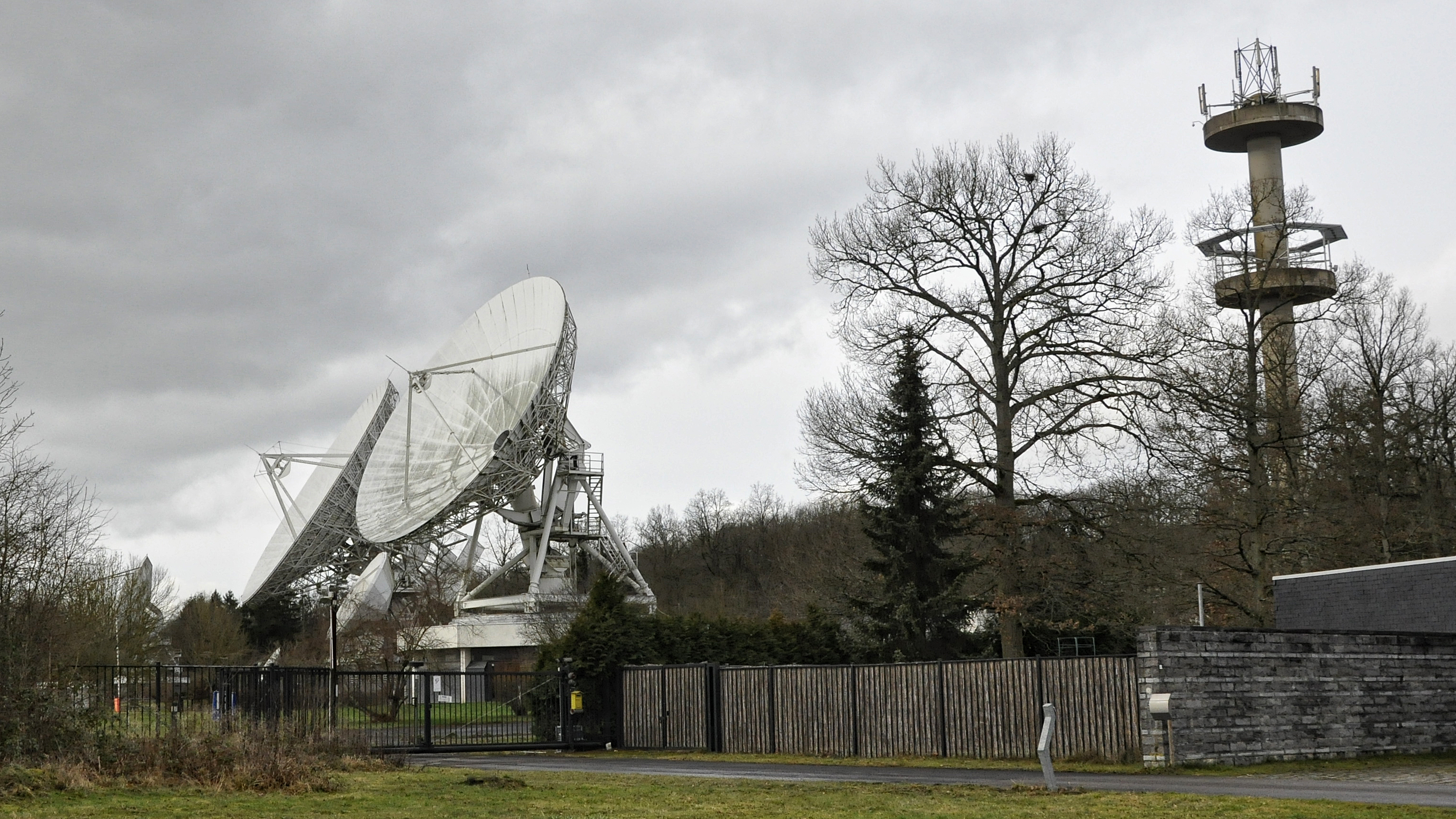
Photographie de la station terrienne de télécommunications spatiales de Lessive en 2013.

La station terrienne de télécommunications spatiales de Lessive est une station terrienne de télécommunications belge, située à Lessive, une ville de Rochefort, depuis 1972, qui met en liaison le réseau téléphonique national et l'espace.
Construite par Bell Telephone, elle avait pour objectif de permettre à la Belgique de disposer des équipements requis par Intelsat, dont elle est l'un des 11 pays membres à l'époque. 
Située au cœur d'un domaine de 50 ha, elle possède plusieurs grandes antennes paraboliques pour capter les signaux des satellites.

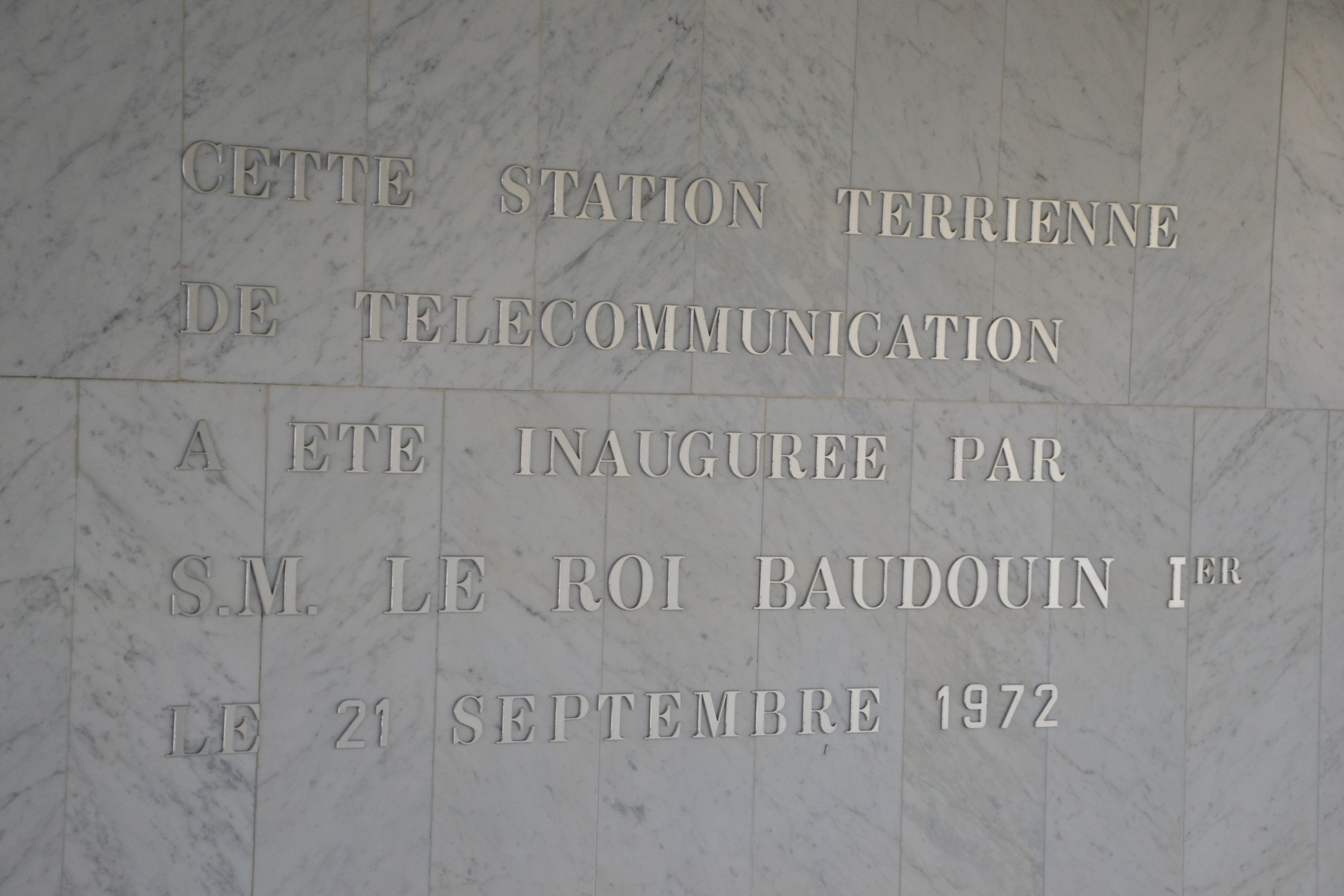
Inauguration de la station terrienne de télécommunication par SM le Roi Baudouin Ier le 21 septembre 1972.

## Historique

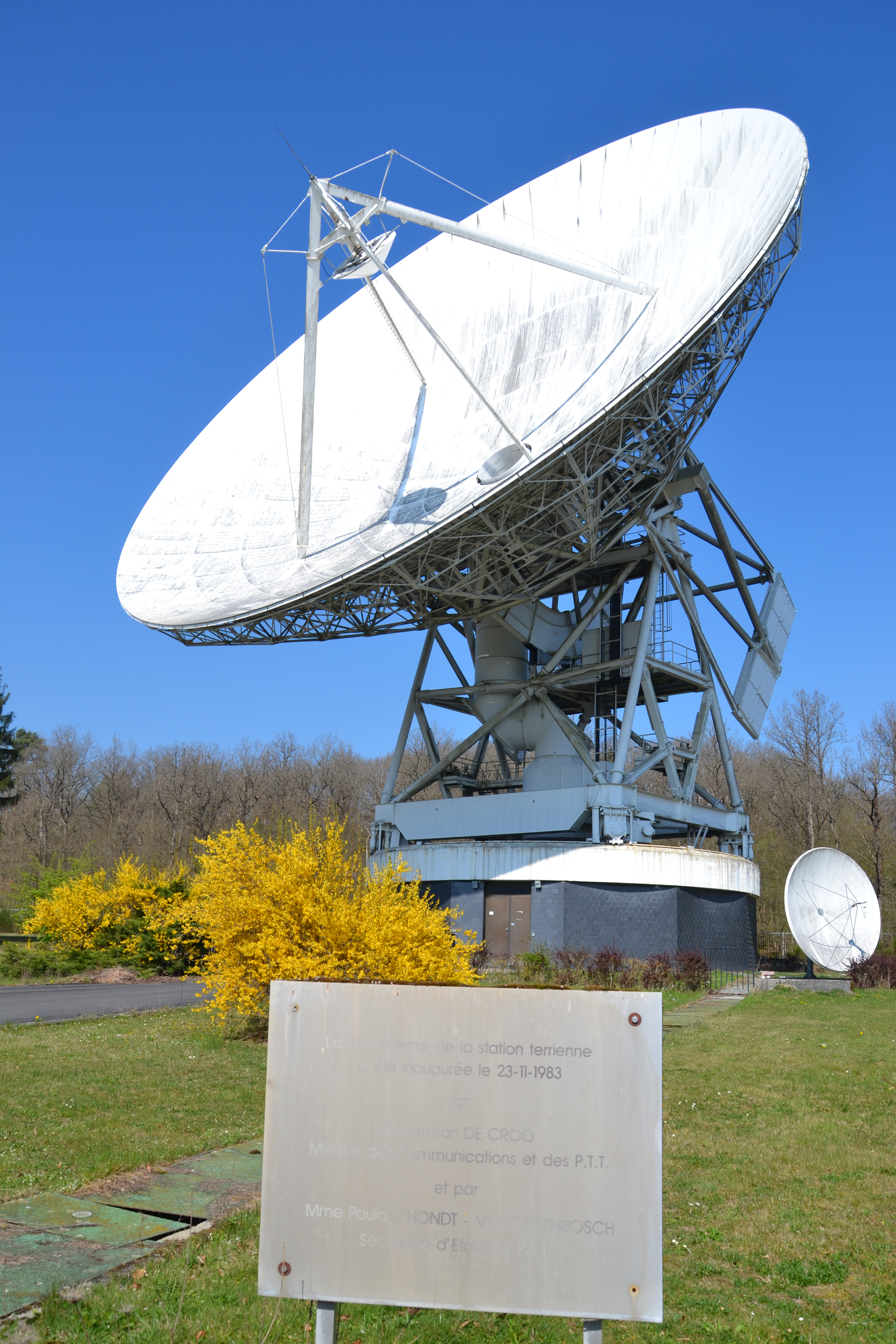
Antenne parabolique du site de Lessive inaugurée en 1983.

En 1972, la première antenne est inaugurée par le roi Baudouin. 
En 1993, trois nouvelles antennes à peu près identiques ont rejoint la première et une cinquième est en projet. 
La tour hertzienne s'élève à 52 m. Les antennes paraboliques atteignent entre 22 et 35 mètres. Leurs diamètres sont de 30 et 18 mètres.
Le fleuron belge accueille pendant de nombreuses années curieux de découvrir et comprendre le fonctionnement de ces « grandes oreilles » d'acier.[réf. nécessaire]
Toujours dans les années 1990, Belgacom (créé en 1992), Le Forem et Win créent Technobel. Le centre de formation « a pour objet de développer la formation et la sensibilisation aux Technologies de l'Information et de la communication ». Le centre quittera les bâtiments de Lessive en 2008 pour un centre flambant neuf à Ciney.
Entre 2007 et août 2008 (suivant les sources), Belgacom cède son activité satellitaire à un groupe indien : ORG Informatics Ltd. Le site de ± 50 ha est alors divisé, laissant au groupe indien une parcelle de ± 6 ha.
En 2012, Belgacom part à la recherche d'un acquéreur pour le site de ± 43 ha dont elle est toujours propriétaire mais dont elle estime ne plus avoir d'utilité. Des accords concernant la vente du site sont alors conclus avec un homme d'affaires belge en mars 2016.  
Le 24 octobre 2016, la faillite du groupe indien, devenu BSS, dont les activités étaient principalement tournées vers le continent africain, est prononcée. L'obsolescence du matériel est alors pointée du doigt, rendant la reprise de l'activité impossible. 
Le 21 décembre 2016, la presse annonce le remembrement du site à la suite de l'acquisition des 6 hectares de BSS par le même homme d'affaires que pour les 43 hectares de Belgacom/Proximus.
Le 6 mars 2018, l'homme d'affaires liégeois Christophe Nihon, dévoile son grand projet pour le site historique de la RTT : le « Jardin des Paraboles » sera un village visant la « mixité générationnelle et populationnelle au cœur de la nature ».
Le site a été utilisé comme lieu de tournage pour la mini-série La Corde, diffusée sur Arte initialement le 27 janvier 2022.

## Localisation
Loin des zones militaires, des couloirs de circulation vers les aérodromes importants ou des agglomérations importantes souvent synonymes de perturbations diverses, tant de raisons qui ont poussé à ce choix de localisation. Quant au relief, la forme de cuvette que l'on peut observer met le site et ses équipements à l'abri du vent, sur un sol dont la stabilité géologique a été démontrée.
À quelques kilomètres de la ville de Rochefort, le village de Lessive est situé dans la Famenne belge. 
Aujourd'hui, la sortie 22 A de l'autoroute E411 permet un accès rapide au site.